# Les Chavannes-en-Maurienne
Les Chavannes-en-Maurienne ist eine Gemeinde in den Savoyen in Frankreich. Sie hieß bis zum 6. Dezember 1970 Les Chavannes und gehört zur Region Auvergne-Rhône-Alpes, zum Département Savoie, zum Arrondissement Saint-Jean-de-Maurienne und zum Kanton Saint-Jean-de-Maurienne. Sie grenzt im Norden an La Chapelle, im Osten an Montgellafrey, im Südosten an Notre-Dame-du-Cruet, im Süden an La Chambre und im Westen an Saint-Rémy-de-Maurienne.

## Bevölkerungsentwicklung
| Jahr                       | 1962 | 1968 | 1975 | 1982 | 1990 | 1999 | 2008 | 2015 | 2021 |
| -------------------------- | ---- | ---- | ---- | ---- | ---- | ---- | ---- | ---- | ---- |
| Einwohner                  | 135  | 112  | 162  | 222  | 219  | 206  | 226  | 255  | 221  |
| Quellen: Cassini und INSEE |      |      |      |      |      |      |      |      |      |